# Kheda
Kheda ist eine Stadt im indischen Bundesstaat Gujarat.
Die Stadt ist der ehemalige Hauptort des Distrikt Kheda. Kheda hat den Status einer Municipality. Die Stadt ist in 7 Wards gegliedert.

## Demografie
Die Einwohnerzahl der Stadt liegt laut der Volkszählung von 2011 bei 25.575. Kheda hat ein Geschlechterverhältnis von 922 Frauen pro 1000 Männer und damit einen für Indien üblichen Männerüberschuss. Die Alphabetisierungsrate lag bei 87,5 % im Jahr 2011. Knapp 69 % der Bevölkerung sind Hindus, ca. 27 % sind Muslime und ca. 4 % gehören einer anderen oder keiner Religion an. 12,0 % der Bevölkerung sind Kinder unter 6 Jahren.